# (500470) 2012 TX227
(500470) 2012 TX227 es un asteroide perteneciente al cinturón de asteroides, descubierto el 12 de noviembre de 2007 por el equipo del Mount Lemmon Survey desde el Observatorio del Monte Lemmon, Arizona, Estados Unidos.

## Designación y nombre
Designado provisionalmente como 2012 TX227.

## Características orbitales
2012 TX227 está situado a una distancia media del Sol de 3,061 ua, pudiendo alejarse hasta 3,286 ua y acercarse hasta 2,836 ua. Su excentricidad es 0,073 y la inclinación orbital 5,097 grados. Emplea 1956,25 días en completar una órbita alrededor del Sol.

## Características físicas
La magnitud absoluta de 2012 TX227 es 17. 